# William Bruce (Architekt)

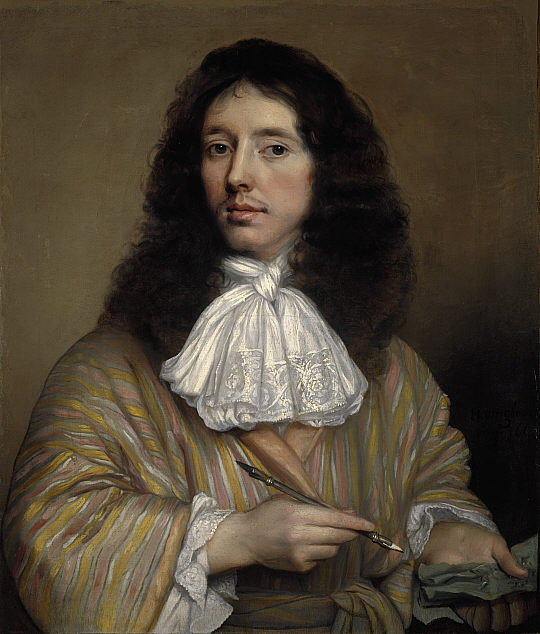
William Bruce 1664, Gemälde von Wright

Sir William Bruce, 1. Baronet (* 1630 in Blairhall, Fife, Schottland; † 1. Januar 1710) war ein schottischer Architekt des Palladianismus. Er gilt als Begründer der klassizistischen Architektur in Schottland.

## Leben

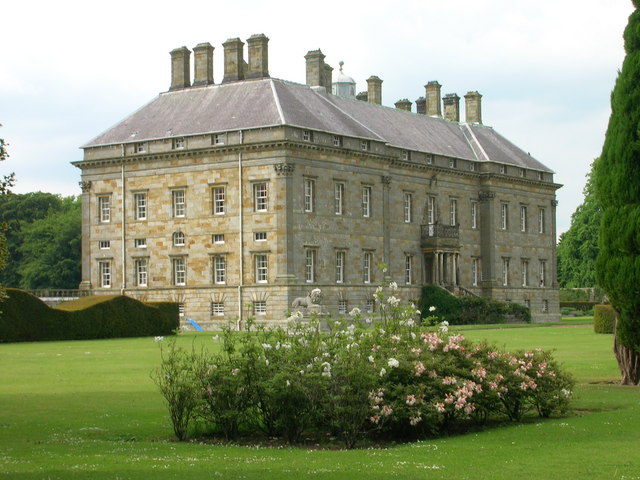
Kinross House, etwa 1684–1695

William Bruce war der zweite Sohn des örtlichen Laird Robert Bruce of Blairhall, einem engagierten Parteigänger der Stuarts. Auch William verfolgte zeitlebens diese politische Richtung. 1665 erwarb er das Anwesen Balcaskie bei St Monans. Am 21. Oktober 1668 verlieh Karl II. ihm in der Baronetage of Nova Scotia den erblichen Adelstitel Baronet, of Balcaskie in Scotland; 1671 ernannte er ihn zum verantwortlichen Architekten und Gutachter für die königlichen Schlösser (King’s Surveyor and Master of Works). 1675 kaufte er vom 9. Earl of Morton die territoriale Barony Kinross mit Ländereien um Loch Leven und die Stadt Kinross. 1698 verkaufte er seine Besitzungen in Balcaskie an Sir Robert Anstruther, 1. Baronet.
Von 1669 bis 1674 war er Mitglied des Parlaments für Fifeshire und von 1681 bis 1682 für Kinross-shire. Seine Hoffnungen in den höheren Adel aufzusteigen erfüllten sich indes nicht. Nach dem Tod seines Dienstherren und Gönners Karl II. und der Glorious Revolution 1688/89 fiel Sir William als Jakobit in Ungnade und wurde bis zu seinem Lebensende immer wieder inhaftiert, wenngleich nie verurteilt.
Sir William war mit Mary Halkett, Tochter von Sir James Halkett, verheiratet, mit der er zwei Kinder hatte: Anne Bruce und seinen Erben Sir John Bruce, 2. Baronet († 1710).

## Werk
William Bruce gilt als einer der bedeutendsten Wegbereiter der klassizistisch-palladianischen Baukunst in Schottland und Britannien. Als bedeutende und charakteristische Arbeiten können exemplarisch besonders genannt werden: die grundlegende Neuerrichtung des Herrenhauses seines ersten Landgutes Balcaskie, die umfassende Erweiterung sowie Umgestaltung von Holyrood Palace zu einem zeitgemäßen Barockschloss, der Neubau von Hopetoun House und die repräsentative Erweiterung von Thirlestane Castle.
Sein in vielerlei Hinsicht vielleicht bedeutendstes Werk war sein zweiter Landsitz Kinross House mit der durch die kunstvoll angelegten Gärten reichenden Sichtachse zu Loch Leven Castle, dessen Burgherr er durch den Erwerb der Ländereien 1675 geworden war. Er beschäftigte zeitweise William Adam.

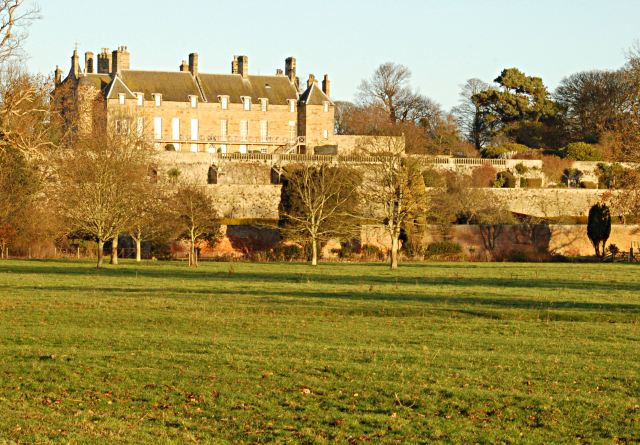
Balcaskie House, 1668–1674
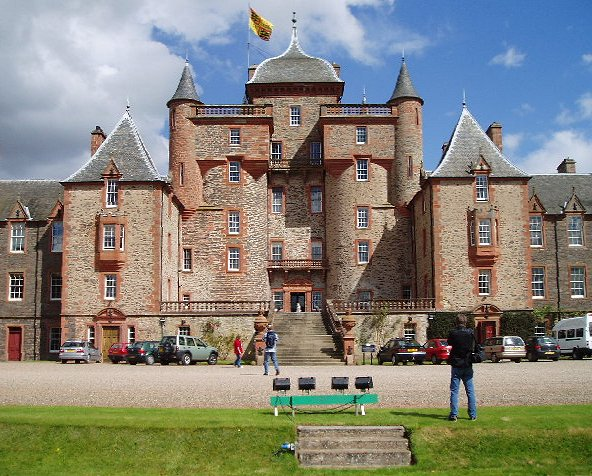
Thirlestane Castle, 1670–1676
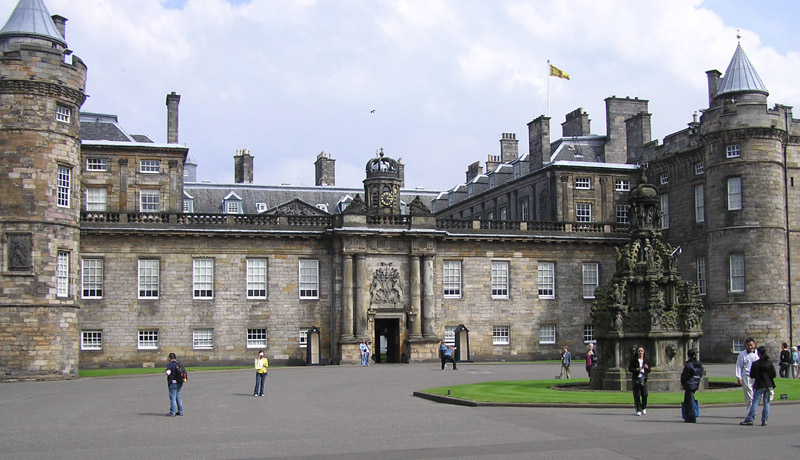
Holyrood Palace, 1671–1681
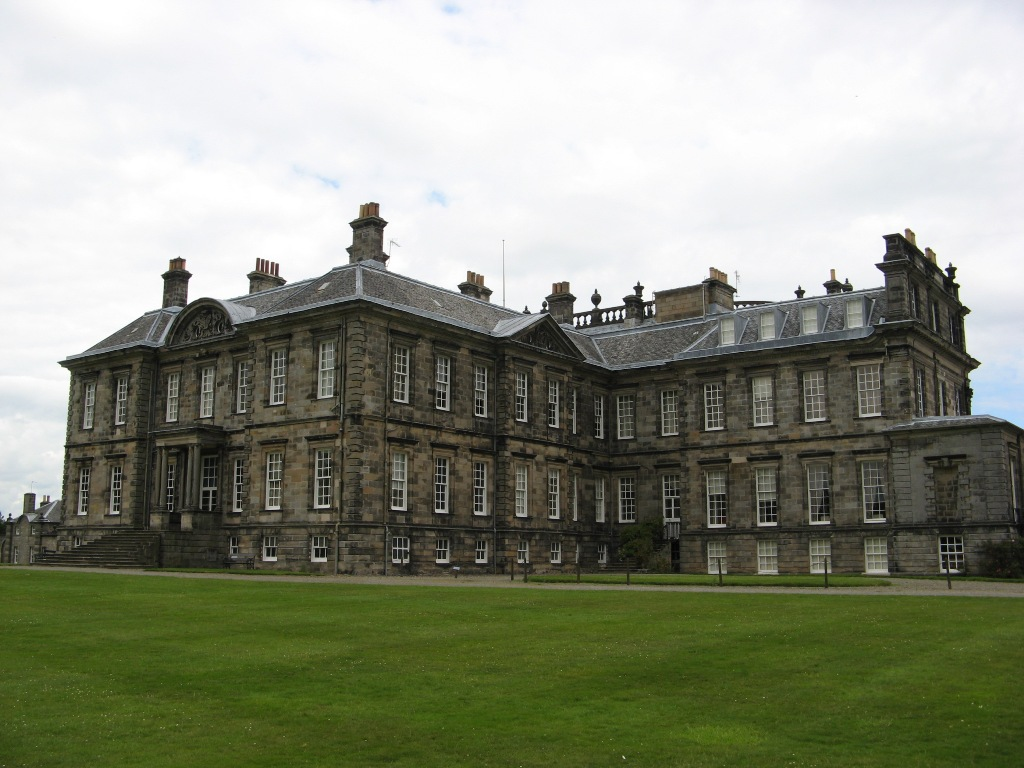
Hopetoun House, um 1700